# Demonax brunescens
Demonax brunescens es una especie de insecto coleóptero de la familia Cerambycidae. Estos longicornios son endémicos de Sumatra (Indonesia).
Mide entre 9,1 y 10,6 mm.